# Allahdad
Allahdad fou un amir de Tamerlà que va actuar al segle xiv i primers anys del XV.
El 1377, en la guerra contra l'Horda Oriental (Horda Blanca en la tradició persa), es va trobar (juntament amb l'amir Ak Timur Bahadur) amb dos oficials dels mogols, Ulug Satkin (el Satkin Vell) i Natxuk Satkin (el Satkin Jove) que amb cent cavallers, estaven buscant informació sobre l'exèrcit de Tamerlà i es van enfrontar; Ak Timur i Allahdad van fingir un retirada passant sobtadament a l'atac i derrotant a l'enemic que va fugir
El 1396 fou nomenat inspector general del Khurasan, un càrrec nou que no existia fins aleshores. El 1397, en la campanya de l'Índia, van enfrontar als kukeri; Nusrat Kukeri (germà del raja Shaikh Kukeri) s'havia fet fort darrera d'un llac proper al riu Beas, a la vista de la població de Chavanaz, i disposava de dos mil homes. Tamerlà va disposar la batalla amb l'ala dreta manada pels amirs Nusrat al-Din i Allahdad i l'esquerra amb Shah Malik i Shaikh Muhammad Ait Kutmur; l'avantguarda sota Ali Sultan Tavachi. La batalla es va lliurar i fou una nova victòria per Tamerlà. El 19 de novembre de 1398 els amirs timúrides Nur al-Din i Allahdad entraven a la ciutat de Bhatnir (Bhatnair). Els notables locals però, es van negar a acceptar la contribució imposada a Dipalpur i Timur va ordenar esborrar la ciutat; els zoroastrians van cremar les seves cases i dones i nens foren tirats a les flames; algun que es deien musulmans van tallar el coll a dones i fills; i els hindús van voler morir amb l'espasa a la ma. El 1399 Tamerlà va enviar a Meerut al príncep Rustem i als amirs Shah Malik, Allahdad i Taji Bugha que el dia 15 de gener van informar que Ilies Ugani i el fill de Mawlana Tehaneferi s'havien fet forts a la fortalesa amb un zoroastrià anomenat Safi, i refusaven rendir-se. Allahdad va participar en les lluites que van seguir però no se l'esmenta en cap tasca concreta. El 1399, després de creuar el Ganges, es van trobar que Mubarak Khan, que disposava de 10.000 cavallers i un nombre incert d'infants (Tamerlà en tenia menys nombre ja que les ales de l'exèrcit estaven una mica allunyades) va enviar contra Mubarak a Shah Malik i a Allahdad, amb mil homes; aquests dos amirs van atacar i van posar en fuita a l'enemic que pensava que al darrere hi havia un exèrcit mes gran; els homes foren massacrats i les dones i nens foren fets esclaus; es va fer un gran botí en bestiar.
Pir Muhàmmad ibn Úmar Xaykh, governador de Fars amb seu a Siraz, va començar a fer algunes coses estranyes o que així els van semblar a diversos oficials, els quals en van informar a Said Barles, el governador de la ciutat, el qual va fer una investigació i finalment va detenir a Pir Muhammad a la fortalesa interior on ell mateix es va allotjar, deixant a Ali Beg Aissa al càrrec del govern de la ciutat. En va informar a Timur que va enviar a l'amir Allahdah per castigar (executar) als instigadors del canvi de actitud del príncep; Allahdad va anar a Shiraz i va executar a tres alts càrrecs del govern, a un altre se li van tallar cames i braços i tres mes foren empresonats; el príncep fou portat cap a Samarcanda lligat. Allahdad va informar al príncep Rustem ibn Umar Shaikh que era el nou virrei de Fars. El 1400 Allahdad va arribar a Awnik, on era Tamerlà, amb el seu presoner el príncep Pir Muhammad; el príncep fou jutjat acusat de aprendre màgia i utilització de verins i fou castigat a rebre diverses bastonades d'acord a la Yasa o llei mongola, però va quedar en llibertat. Dos dels seus alts càrrecs foren executats: Shiakh Zade Ferid i Mubarak Khoja, sota acusació d'haver corromput al príncep, haver-li ensenyat l'ús de verins i la màgia
El 1401 Tamerlà, que estava a Mardin, va enviar a l'amir Allahdad a Samarcanda, amb l'encàrrec oficial de vigilar la frontera amb els jats Allahdad era un dels amirs de més confiança de Timur, i poc després el va enviar a l'est i va rebre instruccions de preparar un sondeig detallat sobre la terra que haurien de creuar els tàtars per arribar fins a la capital xinesa. A l'hivern de 1401–02, mentre Timur hivernava a les pastures de la regió del Karabakh, Allahdad es dirigí a les marques orientals amb ordres de desenvolupar terres agrícoles per alimentar els exèrcits i construir bases des d'on llançar l'atac. Un fort havia de ser construït a deu dies de marxa d'Ashpara, a l'est del riu Sir Darya. Una altra es va construir encara més a prop de la Xina, al costat del llac Issykul. Allahdad va completar la seva missió amb èxit. Va fer servir "moltes fulles de papir brillant" per fer un mapa, plegat amb cura en un rectangle net. Es van incloure tots els detalls requerits per Tamerlà i no es va ometre res. Segons Arabshah, també ho va acabar amb temps. L'emperador va rebre el informe mentre encara marxava per Àsia Menor amb el seu exèrcit, de tornada a Samarcanda (1403)
No consta la data de la seva mort. Si el 1377 era un home jove, a la mort de Timur devia rondar la cinquantena, potser alguns mes, que era una edat raonable segons l'esperança de vida de l'època.